# Moscovium
Moscovium ist ein künstlich erzeugtes chemisches Element mit dem Elementsymbol Mc und der Ordnungszahl 115. Im Periodensystem steht es in der 15. IUPAC-Gruppe und gehört damit zur Stickstoffgruppe. Der Name leitet sich von der Oblast Moskau ab, wo das russische Kernforschungszentrum Dubna beheimatet ist.

## Geschichte und Synthese
Am 1. Februar 2004 wurde in einer Veröffentlichung in Physical Review C über die Synthese von einer Arbeitsgruppe aus russischen Wissenschaftlern aus Dubna und US-amerikanischen Wissenschaftlern des Lawrence Livermore National Laboratory berichtet. Bei dem Experiment sollen vier Atome entstanden und innerhalb von Sekundenbruchteilen zu Nihonium zerfallen sein.
Am 31. Januar 2006 wurde bekanntgegeben, dass Schweizer Forscher mit einer verfeinerten Methode, durch Beschuss einer Scheibe aus Americium mit Calcium-Atomen, 15 Moscovium-Atome herstellen konnten. Diese identifizierten sie anhand ihres Zerfallsproduktes Dubnium. Die Zerfallsreihe schließt auch das Element Nihonium ein, so dass dieses ebenfalls nachgewiesen werden konnte.
Am 27. August 2013 gaben Forscher der Universität Lund bekannt, am GSI Helmholtzzentrum für Schwerionenforschung ebenfalls das Element 115 beobachtet zu haben. Analog zur Schweizer Gruppe wurde dabei Americium mit Calcium beschossen.

## Namensgebung
Nach der Entdeckung bekam das Element zunächst den systematischen Namen Ununpentium (chemisches Symbol Uup), eine Bildung aus lateinisch unum für ‚eins‘ und altgriechisch πέντε, pénte für ‚fünf‘, entsprechend der Ordnungszahl 115. Es wurde auch als Eka-Bismut bezeichnet, zusammengesetzt aus Sanskrit एक eka für ‚eins‘ und Bismut, wegen seiner Einordnung im Periodensystem „eine Zeile unterhalb von Bismut“. Am 30. Dezember 2015 wurde die Entdeckung des Elements von der IUPAC offiziell anerkannt und der Arbeitsgruppe des Vereinigten Instituts für Kernforschung Dubna, Russland, dem Lawrence Livermore National Laboratory, Kalifornien, und dem Oak Ridge National Laboratory, Oak Ridge, Tennessee, das Recht auf Namensgebung zugesprochen. Zunächst wurde vorgeschlagen, das Element Langevinium, nach dem französischen Physiker Paul Langevin zu benennen. Am 8. Juni 2016 gab die IUPAC jedoch bekannt, dass für das Element auch der Name „Moscovium“ (Mc), nach der Oblast Moskau vorgeschlagen wurde, die Widerspruchsfrist dazu endete am 8. November 2016. Zuvor war dieser Name in den Medien teilweise für das Element 118 Oganesson verwendet worden. Am 30. November 2016 wurde die endgültige Namensvergabe veröffentlicht.

## Eigenschaften
Weil die Atomkerne innerhalb winziger Sekundenbruchteile zerfallen, bevor sich eine stabile Elektronenkonfiguration ausbildet, sind chemische Eigenschaften nicht vorhanden bzw. nicht definierbar. Das Element wurde bisher nur indirekt anhand seiner typischen Zerfallsprodukte nachgewiesen.

## Sicherheitshinweise
Es gibt keine Einstufung nach der CLP-Verordnung oder anderen Regelungen, weil von diesem Element nur wenige Atome gleichzeitig herstellbar sind und damit viel zu wenige für eine chemische oder physikalische Gefährlichkeit.